# Parafia św. Jana Chrzciciela w Świnach
Parafia św. Jana Chrzciciela w Świnach – parafia rzymskokatolicka, znajdująca się w archidiecezji łódzkiej, w dekanacie koluszkowskim. 
Według stanu na miesiąc luty 2017 liczba wiernych w parafii wynosiła 714 osób.